# Janjanbureh

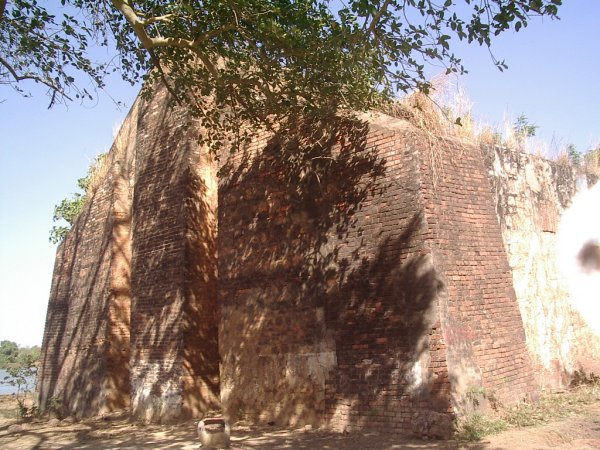
Casa d'esclaus de Janjanbureh o Georgetown

Janjanbureh (també anomenada Jangjangbureh i, a l'època colonial, Georgetown), és una ciutat de Gàmbia de 4.929 habitants (2005), situada a uns 380 kilòmetres de la costa de l'Atlàntic i centre econòmic de la regió homònima, de 1.280 km² de superfície i 109.905 habitants.
La ciutat està construïda en una illa al mig del riu Gàmbia, coneguda amb el nom de Janjanbureh, McCarthy o, més habitualment, Georgetown. Com a elements destacats, té un petit mercat i algun edifici colonial, com la casa del governador i la casa dels esclaus. També hi ha un centre penitenciari en el qual els reclusos cultiven arròs.
Va ser la primera capital de la colònia de Gàmbia i centre del comerç d'esclaus.
A la rodalia hi ha alguns càmpings per a turistes, en què hi manca l'electricitat i algunes comoditats.
S'arriba a la ciutat per un ferri des de la vora del riu. Les carreteres d'accés des de Banjul són camins en mal estat.